# جايسون بلايني
جايسون بلايني هو كاتب أغاني ومغني كندي، ولد في 19 أبريل 1980.

## وصلات خارجية
- الموقع الرسمي
- جايسون بلايني على موقع ميوزك برينز (الإنجليزية)
- جايسون بلايني على موقع أول ميوزيك (الإنجليزية)
- جايسون بلايني على موقع ديسكوغز (الإنجليزية)